# Meekatharra
Meekatharra est une ville minière située dans le Comté de Meekatharra en Australie-Occidentale.